# (73254) 2002 JK43
(73254) 2002 JK43 – planetoida z pasa głównego asteroid okrążająca Słońce w ciągu 3,73 lat w średniej odległości 2,41 j.a. Odkryta 9 maja 2002 roku.